# Special Olympics Dänemark
Special Olympics Dänemark (englisch: Special Olympics Denmark) ist der dänische Verband von Special Olympics International. Sein Ziel ist die Förderung von Sport für Menschen mit geistiger Beeinträchtigung und die Sensibilisierung der Gesellschaft für diese Mitmenschen. Außerdem betreut er die dänischen Athleten bei den Special Olympics Wettkämpfen.

## Geschichte
Special Olympics Dänemark wurde 1985/1986 mit Sitz in Viborg gegründet.

## Aktivitäten
2019 waren 5488 Athleten und Unified Partner sowie 600 Trainer bei Special Olympics Dänemark registriert. Der Verband nahm 2019 an den Programmen Athlete Leadership, Youth Leadership, Family Leadership, Unified Schools und Unified Sports teil, die von Special Olympics International ins Leben gerufen worden waren.

### Sportarten
Folgende 17 Sportarten wurden 2019 vom Verband angeboten:
- Badminton (Special Olympics)
- Boccia (Special Olympics)
- Bowling (Special Olympics)
- Eiskunstlauf (Special Olympics)
- Fußball (Special Olympics)
- Golf (Special Olympics)
- Handball (Special Olympics)
- Leichtathletik (Special Olympics)
- Langstreckenlauf
- Radsport (Special Olympics)
- Reiten (Special Olympics)
- Rhythmische Sportgymnastik (Special Olympics)
- Ski Alpin (Special Olympics)
- Skilanglauf (Special Olympics)
- Schwimmen (Special Olympics)
- Tennis (Special Olympics)
- Tischtennis (Special Olympics)

### Teilnahme an Weltspielen vor 2020
(Quelle: )
- 2007 Special Olympics World Summer Games, Shanghai, China (47 Athleten)
- 2011 Special Olympics World Summer Games, Athen (69 Athleten)
- 2013 Special Olympics World Winter Games, PyeongChang, Südkorea (12 Athleten)
- 2015 Special Olympics World Summer Games, Los Angeles, USA (63 Athleten)
- 2017 Special Olympics World Winter Games, Graz-Schladming-Ramsau, Österreich (14 Athleten)
- 2019 Special Olympics, World Summer Games, Abu Dhabi (89 Athleten und Unified-Partner)

### Teilnahme an den Special Olympics World Summer Games 2023 in Berlin
Special Olympics Dänemark nahm an den Special Olympics World Summer Games 2023 teil. Die Delegation wurde vor den Spielen im Rahmen des Host Town Programs von Hamm betreut und bestand aus ungefähr 100 Personen. Das Team gewann bei diesen Weltspielen 9 Gold-, 18 Silber- und 16 Bronzemedaillen.

### Teilnahme an Weltspielen nach 2023
2025 Special Olympics World Winter Games, Turin, Italien (12 Athletinnen und Athleten)